# 3258 Somnium
3258 Somnium eller 1983 RJ är en asteroid i huvudbältet som upptäcktes den 8 september 1983 av den Schweiziska astronomen Paul Wild vid Observatorium Zimmerwald. Den har fått sitt namn efter boken Somnium av den tyske astronomen Johannes Kepler.